# Arqueologia do Contemporâneo
Arqueologia do Contemporâneo é um campo de pesquisa arqueológica que se concentra no passado mais recente (séculos XX e XXI) e também explora cada vez mais a aplicação do pensamento arqueológico ao mundo contemporâneo. E também chamada de Arqueologia do "Passado Contemporâneo". O uso deste termo no Reino Unido está particularmente associado ao grupo de conferências Contemporary and Historical Archaeology in Theory (CHAT). O campo faz parte da Arqueologia Histórica, ou arqueologia do período moderno. Ao contrário da Etnoarqueologia, a arqueologia do contemporâneo estuda o passado recente e contemporâneo por direito próprio, em vez de desenvolver modelos analíticos que podem informar e serem aplicados aos estudo do passado mais distante.

## Enquadramento
Muitas vezes assentes estudos antropológicos da cultura material, mas caracterizada por dar novos usos aos métodos e práticas arqueológicas tradicionais, a pesquisa neste campo geralmente visa dar uma contribuição arqueológica para estudos científicos sociais mais amplos do mundo contemporâneo, focando especialmente em métodos contributivos de estudo das coisas materiais (objetos, paisagens, edifícios, patrimônio material, etc.) aos estudos sociológicos, geográficos e políticos do mundo moderno. O campo desenvolveu-se especialmente na gestão de patrimônio, por exemplo, por meio do programa "Mudança e Criação" do English Heritage sobre as paisagens do final do século XX Como tal, a Arqueologia do Contemporâneo visa explorar as características de mudança diversa e rápida entre micro e macro escalas usando uma variedade de técnicas investigativas oriundas da Arqueologia convencional e experimental. Como todos os estudos e práticas arqueológicas, a Arqueologia do Contemporâneo usa abordagens de raciocínio indutivo e dedutivo, que podem incluir modelagem arqueológica.